# Miohippus
Miohippus var en av de forntida stamfäderna till den moderna hästen. Den utvecklades för ca 35 miljoner år sedan ur föregångaren Orohippus och Epihippus. De var mycket större och hade mer utvecklade tänder än tidigare och var nu gräsätare som dagens hästar. Fötterna utvecklades ännu mer och den mellersta tån blev större och mer markant. Huvudet liknade hästens och den krökta ryggen hos föregångarna var nu i stort sett borta. 